# Ina Coolbrith
Ina Donna Coolbrith (née Josephine Donna Smith le 10 mars 1841 à Nauvoo et morte le 29 février 1928 à Oakland) est une poétesse, écrivaine et bibliothécaire américaine.
Figure éminente de la communauté littéraire de la région de la baie de San Francisco, elle a été la première poète lauréat de Californie (en).
Elle est la nièce de Joseph Smith, fondateur du mormonisme.
Un sommet porte son nom, le mont Ina Coolbrith (en).